# Solenangis africana
Solenangis africana är en orkidéart som beskrevs av Rod Rice. Solenangis africana ingår i släktet Solenangis och familjen orkidéer.
Artens utbredningsområde är Kenya. Inga underarter finns listade i Catalogue of Life.